# 3D∞
3D∞（スリーディーインフィニティ、3D infinity）は、株式会社スマイルブームが制作したシューティングゲームである。Xbox インディーズゲーム (XBIG) として、2010年4月15日に配信されている。価格は400MSポイント。
シューティングゲームのジャンルとしては、3Dの奥スクロール（レールシューティング）形式。上下左右への移動、正面に撃ちこむバルカン、ロックオンマーカーでロックした敵を追尾するミサイルの2種類の攻撃方法に、左右に高速で回避するローリング操作が可能。体力ゲージ制を採用している。
システム面ではシンプルな構成であるが、公式サイト上での「ジェットコースターシューティング」とある通り、ゲームコースを大胆に飛行し、障害物が通り過ぎる際風切り音が鳴ったりと、下記の立体表示と奥スクロールの迫力を意識したアトラクション的な演出構成となっている。また、3Dのついたタイトルの通り、ゲーム画面を立体的に見せるアナグリフ（赤青メガネ）とサイド・バイ・サイド形式（3次元ディスプレイ）の表示にも対応している。通常の2D表示と合わせたこの3種類の表示表示は、ボタン操作でゲームプレイ中でも変更可能になっている。